# 1914

## Події
- 8 лютого — у Монреалі створено українське видавництво «Новий Світ»
- 28 липня — початок Першої світової війни — Австро-Угорщина оголосила війну Сербії.     * 1 серпня  - Німецька Імперія  оголосила війну  Російській Імперії.
- 6 серпня — Австро-Угорська імперія оголосила війну Російській імперії, а Сербське королівство — Німецькій імперії.
- 5 вересня — у Лондоні між Великою Британією, Францією та Російською імперією підписана Угода про неукладення сепаратного миру.
- 18 вересня — у Петрограді підписана таємна Російсько-румунська угода.
- Відкрито станцію Скібнево на залізничній лінії Гречани — Ларга.

### Аварії й катастрофи
- 10 січня — у Чукотському морі затонула розчавлена льодом бригантина «Карлук».
- 31 березня — американський пароплав «Південний хрест» (Southern Cross) загинув на скелях південніше протоки Белл-Айл. Загинуло 173 людей.
- 29 травня — британський пароплав «Імператриця Ірландії» (Empress of Ireland) затонув після зіткнення з норвезьким вуглевозом на річці Святого Лаврентія. Загинуло 1012 чоловік.
- 26 листопада — британський лінійний корабель «Бульварк» (HMS Bulwark) вибухнув біля Ширнеє при завантаженні боєприпасів і затонув. Загинуло 738 осіб.

### Наука
- Американський генетик Г. Шелл запропонував термін «гетерозис».
- У зоопарку м. Цинциннаті (США) загинув останній мандрівний голуб (Ectopistes migratorius).

## Народились
Дивись також Категорія:Народились 1914
- 4 січня — Джейн Вайман, акторка.
- 5 лютого — Вільям Барроуз, американський письменник.
- 1 березня — Ральф Валдо Еллісон, американський письменник. Його єдиний роман «Невидимка» стоїть під номером 6 у Рейтингу 100 найкращих книг усіх часів журналу Ньюсвік[1].
- 25 березня — Норман Борлоуг, американський агроном, генетик і фахівець із патології рослин. Відомий, як батько Зеленої революції і лауреат Нобелівської премії миру 1970 року.
- 2 квітня — Алек Гіннесс, англійський актор.
- 7 квітня — Генрі Каттнер, американський письменник-фантаст.
- 4 травня — Емануель Роблес, французький письменник.
- 13 травня — Джо Луїс, американський боксер-важковаговик.
- 15 травня — Тенцинг Норгей, шерпський альпініст.
- 15 червня — Андропов Юрій Володимирович, керівник КДБ СРСР (1967–1982), Генеральний секретар ЦК КПРС (1982–1984).
- 14 липня — Джо Шустер, канадський художник.
- 16 липня — Михайло Томчаній, закарпатський письменник.
- 31 липня — Луї де Фюнес, французький комедійний кіноактор.
- 6 серпня — Сейго Михайло Іванович, комуністичний діяч у Канаді.
- 9 серпня — Туве Янссон, шведська художниця і письменниця.
- 26 серпня — Хуліо Кортасар, аргентинський письменник.
- 7 вересня — Джеймс Ван-Аллен, американський астрофізик, відомий своїм відкриттям радіаційних поясів Землі.
- 10 вересня — Роберт Вайз, американський кінорежисер.
- 11 вересня — Павло (Гойко Стойчевич), Патріарх Сербський.
- 6 жовтня — Тур Хеєрдал, норвезький мандрівник, етнограф, письменник.
- 26 жовтня — Акілле Компаньоні, італійський альпініст, перший підкорювач (разом з Ліно Лачеделлі) другої вершини світу, Чогорі, 31 липня 1954.
- 9 листопада — Геді Ламар, австрійсько-американська акторка та винахідниця (пом. 2000).
- 25 листопада — Джо Ді Маджио, видатний американський бейсболіст.

## Померли
Дивись також Категорія:Померли 1914
- 16 лютого — Аокі Сюдзо, японський дипломат, міністр закордонних справ Японії (1889–1891, 1898–1906).
- 28 червня — Франц Фердинанд, австрійський ерцгерцог.
- 13 квітня — Павло Харитоненко, український меценат, цукрозаводчик, підприємець та промисловець.

## Нобелівська премія
- з фізики: Макс фон Лауе — «за відкриття дифракції рентгенівських променів у кристалах».
- з хімії: Теодор Вільям Річардс — «За точне визначення атомних мас великого числа хімічних елементів»
- з медицини та фізіології: Роберт Барані — «За роботи з фізіології та патології вестибулярного апарату»
- з літератури: Премію не присуджували
- премія миру: Премію не присуджували